# Rubén Alpízar Quintana
Rubén Alpízar Quintana (nacido en Santiago de Cuba en 1965) es un artista cubano contemporáneo. Curso sus estudios, principalmente en el Instituto Superior de Arte (ISA) en La Habana. 

## Exposiciones individuales
Sus más recientes exposiciones personales han sido: El vértigo de la libertad, Museo de las Américas, San Juan, Puerto Rico en 1999 y en el 2000 con el mismo título en la Galería La Acacia, Ciudad de La Habana; en el año 2000 El gran juego, Galería 23 y 12, Colateral a la VII Bienal de La Habana; en el año 2003 Vivir del Cuento, exposición colateral a la VIII Bienal de La Habana en el Convento de San Francisco de Asís, esta muestra se exhibió en diciembre de ese mismo año en la Galería “Espacio 304”, San Juan, Puerto Rico con el título Continuación del Mito y en el año 2005 La reconstrucción de los hechos, en el Centro Cultural y de Animación Misionera “San Antonio María Claret”, Santiago de Cuba, Cuba y Cuban Barbecue Express, Galería Havana Club, Museo del Ron, Ciudad de La Habana, Cuba. Recientemente en mayo de 2006 Historias Vestidas, Centro Cultural Infanta Cristina, Pinto, Madrid, España.

## Exposiciones colectivas
Ha participado en más de 50 exposiciones colectivas, entre las que se destacan: Feria Internacional de Arte Contemporáneo ARCO’98 en Madrid, España; The Boston International Fine-Art Show BIFAS’98 en Estados Unidos; VI Bienal Internacional de Pintura de Cuenca, Ecuador en 1998 y en ese mismo año II Salón de Arte Cubano Contemporáneo en La Habana, Cuba. En el año 1999 en la Feria Internacional de Arte Moderno y Contemporáneo en Europa FIAC '99, París, Francia y Arte cubano, más allá del papel, Centro Cultural del Conde Duque, Madrid, España. En el año 2001 Cuba isla Infinita, Centro Costarricense de la Ciencia y la Cultura, Galería Nacional, San José, Costa Rica y Visiones, Homenaje a la Virgen de la Caridad del Cobre, Museo de las Américas, San Juan, Puerto Rico. Del año 1998 al 2001 fue invitado a la Feria de Arte Contemporáneo ARTEBA en Buenos Aires, Argentina. En el año 2002 Tiempo de ver, Exposición conjunta con Ernesto Rancaño y Ma. del Pilar, en la Galería “Espacio 304”, San Juan, Puerto Rico y en el 2003 Sentido Común, Galería Habana en la Ciudad de La Habana; en ese mismo año participó en la Exposición Especial de la VIII Bienal de La Habana Maneras de inventarse una sonrisa en el Centro de Desarrollo de las Artes Visuales, Ciudad de La Habana, Cuba y Labores domésticas, Centro Provincial de Artes Visuales, Pinar del Río, Cuba. En el año 2004 sus obras fueron incluidas en la muestra Plástica cubana contemporánea, Galería Entre dos Aguas, Madrid, España y en la Feria Internacional de Toronto, Metro Toronto Convention Center, Toronto, Canadá; a finales de ese año y en el 2005 participó en la Subastahabana, Ciudad de La Habana, Cuba y en ese mismo año sus obras participaron en la Feria de Arte Artexpo Atlanta, Atlanta, USA. En el 2006 participó en Play Ball, exposición colateral a la IX Bienal de La Habana, Galería Espacio Abierto, Ciudad de La Habana.

## Obras en colección
Sus obras se encuentran en importantes colecciones como la Ludwig Forums for Internationale Kunst, Aquisgrán, Alemania; el Fondo Nacional de las Artes, Buenos Aires, Argentina; el Emperador de Japón; United Colors of Benetton, La Habana; Façonnable, Panamá; Fundación Nicolás Guillén, La Habana; el Instituto Cubano de Arte Cinematográfico (ICAIC), La Habana, Centro Cultural Infanta Cristina, Pinto, Madrid, España y en colecciones privadas de Argentina, Costa Rica, Panamá, Puerto Rico, República Dominicana, Colombia, E. U., España, Canadá, Gran Caimán, Francia, Italia